# Haruki Yoshida (Fußballspieler, 2001)
Haruki Yoshida (jap. 吉田 晴稀, Yoshida Haruki; * 20. April 2001) ist ein japanischer Fußballspieler.

## Karriere
Haruki Yoshida erlernte das Fußballspielen in der Schulmannschaft der Teikyo Nagaoka High School. Seinen ersten Vertrag unterschrieb er 2020 beim Ehime FC. Der Verein aus Matsuyama spielte in der zweiten japanischen Liga, der J2 League. Sein Zweitligadebüt gab er am 9. September 2020 im Heimspiel gegen Giravanz Kitakyūshū. Hier wurde er in der 79. Minute für Kyōji Kutsuna eingewechselt. 2021 belegte er mit Ehime den 20. Tabellenplatz und stieg in die dritte Liga ab. Im Januar 2022 wechselte er auf Leihbasis zum Kōchi United SC. Der Verein aus Kōchi spielt in der vierten Liga, der Japan Football League. Für den Viertligisten stand er zweimal auf dem Spielfeld. Nach der Ausleihe kehrte er Ende Januar 2023 nach Ehime zurück. Im Januar 2024 verpflichtete ihn der Sechstligist Edo All United. Mit dem Verein spielt er in der Kanto Soccer League (Div.2).